# Mare Mareșal al Palatului Imperial

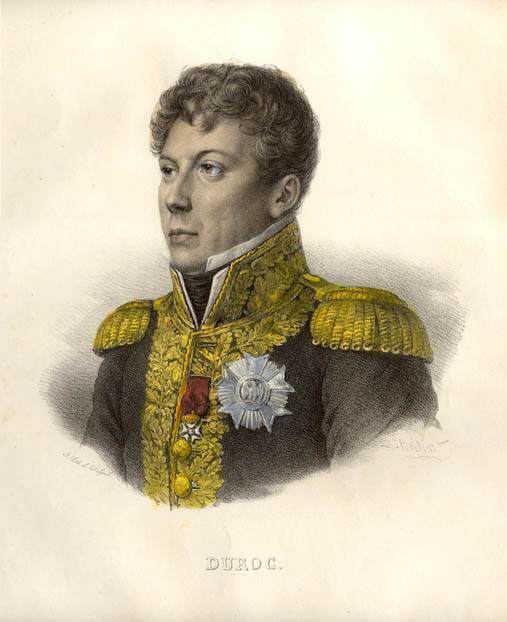
Marele Mareşal Duroc

Sintagma Mare Mareșal al Palatului desemnează o funcție din cadrul Casei militare a Împăratului, în timpul Primului Imperiu Francez. 
Atribuțiile Marelui Mareșal țineau de: ordonarea cheltuielilor Palatului, pe timp de pace sau în campanie (hrană, iluminare, încălzire, cheltuielile generate de servitori), cât și securitatea și supravegherea Casei Împăratului. 
Generalul Duroc a îndeplinit această funcție din de la proclamarea Imperiului pe 18 mai 1804 și până la moartea sa, pe 23 mai 1813. De pe 25 mai 1813, generalul marchiz de Caulaincourt preia funcția, până pe 20 noiembrie același an, când Caulaincourt devine ministru de externe. De la această dată, generalul Bertrand preia funcția, exercitând-o și în exil, pe insulele Elba și Sfânta Elena, până la moartea Împăratului, în 1821.